# Paralcis indistincta
Paralcis indistincta là một loài bướm đêm trong họ Geometridae.